# متریش (صربستان)
متریش (به صربی: Metriš) یک منطقهٔ مسکونی در صربستان است که در زایچار واقع شده‌است. متریش ۳۹۲ نفر جمعیت دارد.